# Nasir-ul-Mulk
Nasir-ul-Mulk (en ourdou : ناصر الملک), né le 17 août 1950, est un magistrat et homme d'État pakistanais, Premier ministre du 1er juin au 18 août 2018.

## Biographie
Il a été président de la Cour suprême de 2014 à 2018, dont il a été membre pendant près de dix ans. Il s'est notamment opposé à l'instauration de l'état d'urgence par l'ancien président Pervez Musharraf en 2007. Il a aussi prononcé en 2012 la destitution de l'ancien Premier ministre Youssouf Raza Gilani pour avoir refusé d'ouvrir une enquête au sujet du président Asif Ali Zardari et l'a condamné pour « outrage à magistrat ».
Le mandat du Premier ministre sortant Shahid Khaqan Abbasi prend fin le 31 mai 2018, jour de la fin de la législature. En vertu de la Constitution du Pakistan, un gouvernement électoral est nommé, en attendant les élections législatives du 25 juillet. Le 28 mai, Nasir-ul-Mulk, considéré comme une figure respectée, est désigné Premier ministre et prend ses fonctions le 1er juin.